# Brixia perate
Brixia perate är en insektsart som beskrevs av Van Stalle 1984. Brixia perate ingår i släktet Brixia och familjen kilstritar. Inga underarter finns listade i Catalogue of Life.